# Лекс Фридман
Лекс Фридман (на английски: Lex Fridman, роден като Алексей Федотов) е американски информатик и подкастър от украинско-еврейски произход. От 2018 година има собствен подкаст в YouTube и други платформи, като му гостуват различни личности от науката, политиката, технологиите и спорта. Сред най-известните му гости са Володимир Зеленски, Доналд Тръмп, Бенямин Нетаняху, Илон Мъск, Хавиер Милей, Джеф Безос, Джими Уейлс, Кание Уест, Марк Зукърбърг и други.

## Биография
Роден е в Бустон, Таджикска СССР, и израства в Москва. Баща му е физик и професор в Университета „Дрексел“. Когато е на 11 години, след разпада на Съветския съюз семейството му се мести да живее в района на Чикаго. През 2010 година завършва компютърни науки в Университета „Дрексел“. През 2019 се прочува с изследване, което публикува в Масачузетския технологичен институт, твърдящо, че водачите остават фокусирани по време на управление на автомобилите на „Тесла“ със система за полуавтономно шофиране. Изследването е критикувано от експерти по изкуствен интелект и не е рецензирано, но получава похвала от Илон Мъск.
Има черен колан по бразилско жиу-жицу и живее в Остин, Тексас.